# Râul Cosiac
Râul Cosiac este un curs de apă, afluent al râului Milova. 